# Hubert Miller (Geologe)
Hubert Miller (* 3. April 1936 in München; † 26. Februar 2020) war ein deutscher Geologe.

## Leben
Miller legte sein Abitur 1954 am Gymnasium bei St. Stephan in Augsburg ab. Anschließend studierte er zunächst Geodäsie und Maschinenbau an der TU München und ab 1955 Geologie an der Ludwig-Maximilians-Universität München (LMU München), wo er 1960 das Diplom erwarb und 1962 promoviert wurde. 1963 bis 1965 war er Professor an der Universidad de Chile in Santiago. Ab 1966 war er wieder an der LMU München als Assistent und ab 1968 nach seiner Habilitation als Privatdozent tätig. 1971 bis 1973 war er Professor an der Universidad Austral de Chile in Valdivia und Direktor des dortigen Instituts für Geologie und Geographie. 1973/74 war er Lehrstuhlvertreter für Regionale und Historische Geologie an der Universität Münster und danach dort ab 1974 ordentlicher Professor. 1986 wurde er auf den Lehrstuhl für Allgemeine und Angewandte Geologie an der LMU München berufen. Er war Direktor des Geologischen Instituts und Generaldirektor der Bayerische Staatssammlung für Paläontologie und Geologie. 2004 ging er in den Ruhestand.
Er befasste sich mit der Geologie der Alpen (Nördliche Kalkalpen, Nordrand des Tauernfensters), mit der Geologie der Anden (besonders in Chile und Argentinien), der Geologie Patagoniens und der Geologie der Antarktis (Antarktische Halbinsel und Südliche Shetlandinseln). Er forschte und publizierte zu den Zusammenhängen zwischen der Antarktischen Halbinsel und den Anden im Paläozoikum, noch vor dem Zerfall Gondwanas.
1983 gründete er mit Dieter K. Fütterer und Georg Kleinschmidt den Arbeitskreis Geologie der Polargebiete der Deutschen Gesellschaft für Polarforschung. und bis 1993 war er mit Fütterer deren Sprecher.
1994 erhielt er den Herbert Thomas Preis der chilenischen geologischen Gesellschaft, 2002 die Hans-Stille-Medaille der Deutschen Gesellschaft für Geowissenschaften. 2003 wurde ihm das Bundesverdienstkreuz am Bande und 2002 die Universitätsmedaille der LMU München verliehen. 2000 wurde er Ehrendoktor der Universität St. Kliment Ohridski Sofia. Er war von 1993 an korrespondierendes Mitglied der Asociación Geológica Argentina und seit 1998 Mitglied der Academia Nacional de Ciencias en Córdoba. Er war im Beirat der Revista Geológica de Chile und Associate Editor des Journal of South American Earth Sciences.
1994 bis 1996 war er Vorsitzender der Deutschen Geologischen Gesellschaft.
2006 wurde der Hubert Miller Seamount in der Amundsen-See nach ihm benannt, und 2008 erhielt er die Karl-Weyprecht-Medaille der Deutschen Gesellschaft für Polarforschung. Er war ständiges Mitglied der Working Group on Geology des Scientific Committee on Antarctic Research (SCAR).
Hubert Miller war seit 1962 mit Gabriele Miller geb. Weigl (1933–2020) verheiratet.

## Schriften
- Abriß der Plattentektonik, Enke Verlag, Stuttgart 1992